# U-Bahnhof Università
Der Bahnhof Università („Universität“) ist ein unterirdischer Bahnhof der U-Bahn Neapel. Er befindet sich auf der Linie 1 unter dem piazza Bovio, in der Nähe der Universität Federico II.
Der Bahnhof gehört zu den sogenannten Stazioni dell’arte („Kunstbahnhöfen“), also zu einer Gruppe von besonders prächtig ausgestatteten Bahnhöfen, und wurde von Karim Rashid gestaltet.

## Geschichte
Der Bahnhof Università wurde am 28. März 2011 in Betrieb genommen.

## Anbindung
| Linie   | Verlauf |
| ------- | --- |
| Linie 1 | Piscinola – Chiaiano – Frullone – Colli Aminei – Policlinico – Rione Alto – Montedonzelli – Medaglie d’Oro – Vanvitelli – Quattro Giornate – Salvator Rosa – Materdei – Museo – Dante – Toledo – Municipio – Università – Duomo – Garibaldi |